# Řebčík

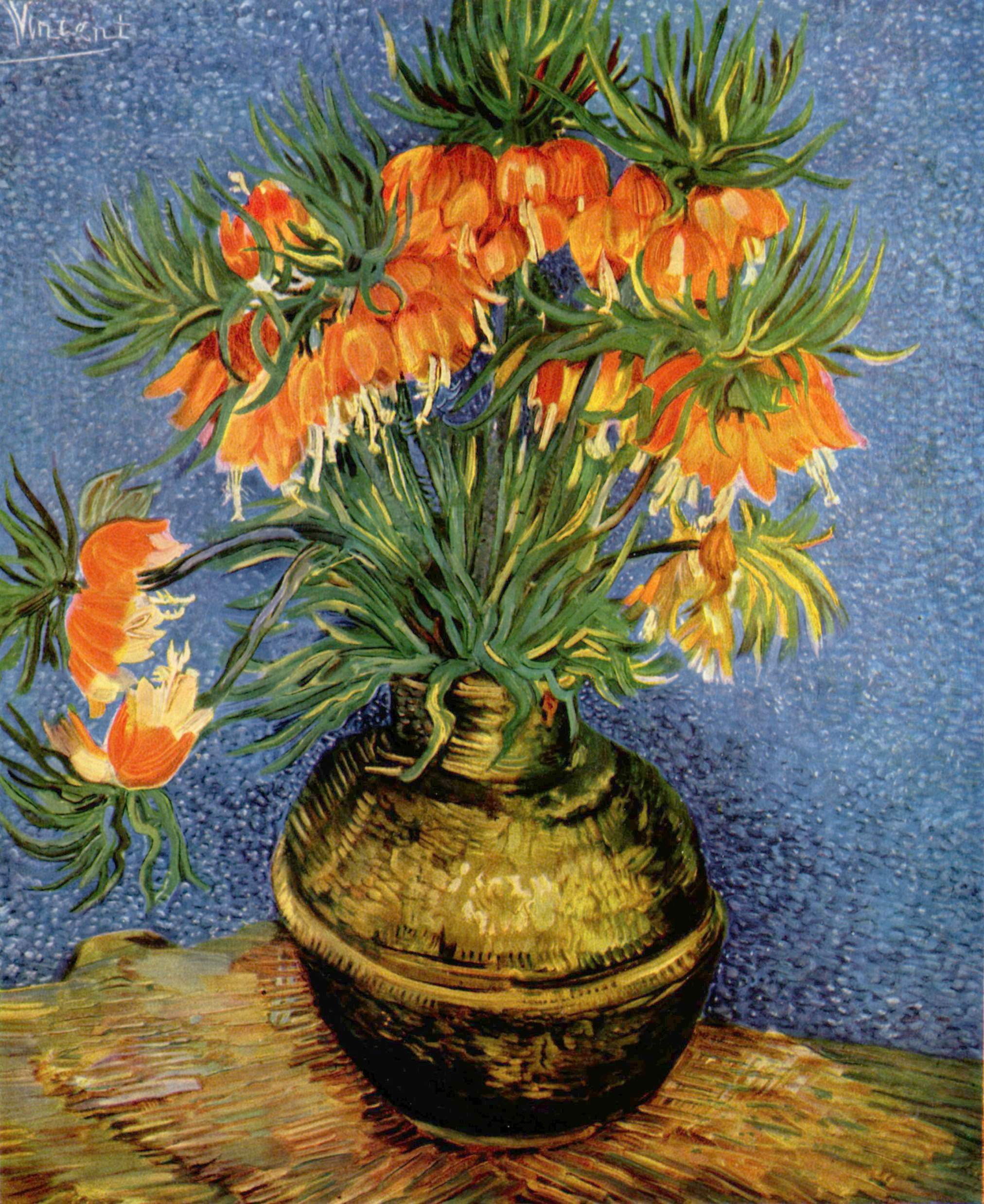
(Vincent van Gogh) Řebčíky v měděné váze, 1887, olej na plátně, Musée d'Orsay, Paříž

Řebčík (Fritillaria) je rod jednoděložných rostlin z čeledi liliovité v užším pojetí (Liliaceae s. str.). Někteří autoři (např. Dostál 1989) z něho vydělují menší rod Petilium J. St.-Hill., česky komonka. Tento článek pojednává o rodu řebčík v širším pojetí (Fritillaria s.l.) včetně rodu Petilium.

## Popis
Jedná o vytrvalé pozemní byliny, s cibulemi. Někdy jsou přítomny i vedlejší cibulky. Jsou to rostliny jednodomé s oboupohlavnými květy. Listy jsou střídavé, někdy vytvářejí přeslen, u nekvetoucích rostlin je list jen 1, jsou jednoduché, přisedlé, s listovými pochvami. Čepele listů jsou celokrajné, většinou čárkovité, kopinaté až vejčité, žilnatina je souběžná. Květy jsou oboupohlavné, jsou v květenstvích, zpravidla řídkých hroznech, někdy je přítomen pouze jeden květ. Květy jsou nápadné, ve tvaru zvonku či číšky, různých barev, okvětí se skládá z 6 okvětních lístků ve 2 přeslenech (3+3), které volné. Tyčinek je 6 (3+3). Gyneceum je složeno ze tří plodolistů, je synkarpní, semeník je svrchní. Plodem je tobolka.

## Rozšíření ve světě
Je známo asi 100 až 130 druhů, které jsou rozšířeny převážně v Evropě, Asii a v Severní Americe, nejvíce ve Středomoří a ve střední Asii.

## Rozšíření v Česku
V ČR není žádný druh původní. Řebčík kostkovaný (Frittilaria meleagris) je původní v jižní Evropě a jeho přirozený výskyt zasahuje s jistotou až na jižní Slovensko. Existují i staré údaje z Čech, zda se jednalo o původní výskyt či nikoliv je sporné. V současnosti tyto lokality už zanikly, ale druh je pěstován a občas zplaňuje. Hojně je pěstován a vzácně zplaňuje také řebčík královský neboli komonka královská (Fritillaria imperialis, syn.: Petilium imperiale), původní je ve střední Asii.

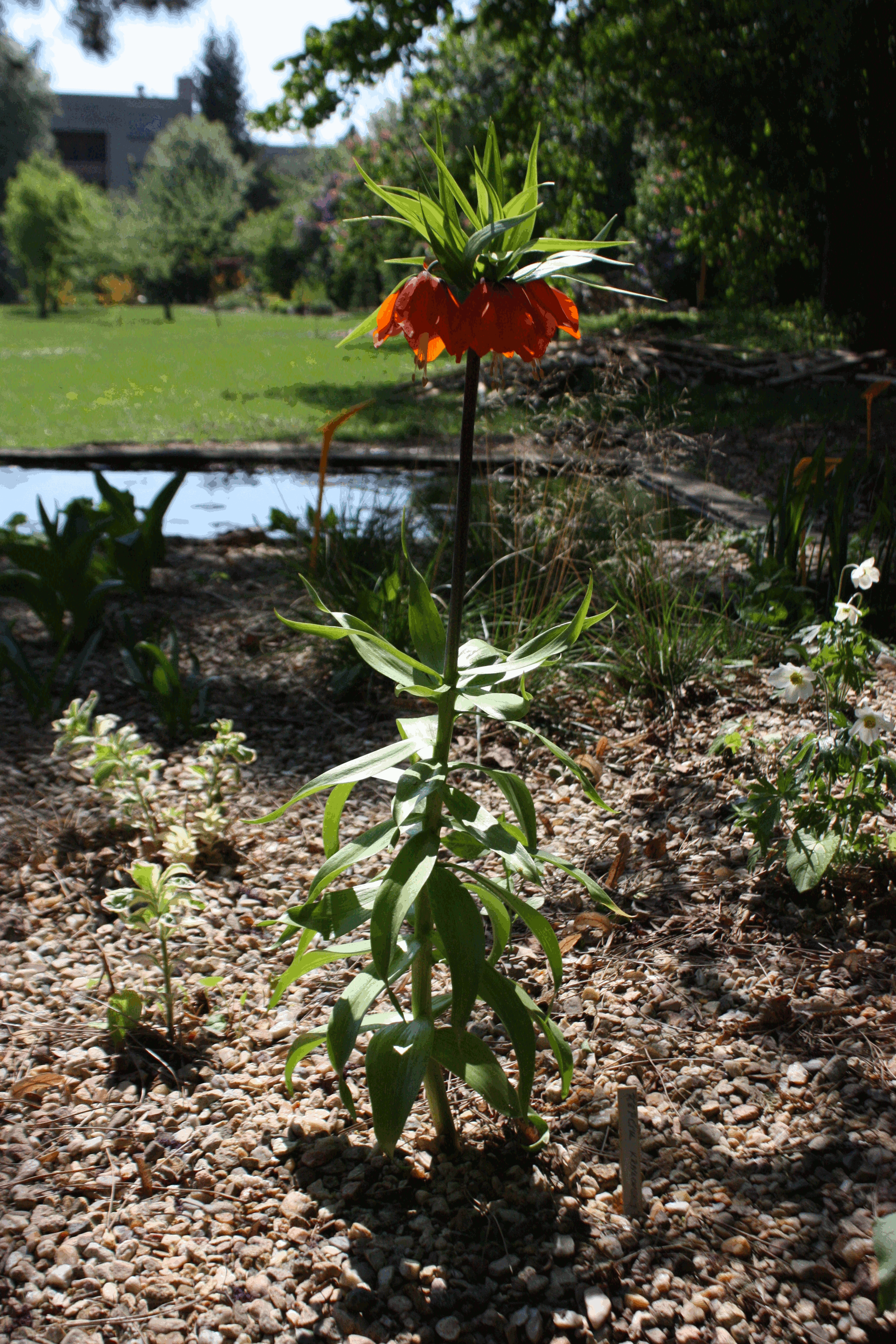
Řebčík královský
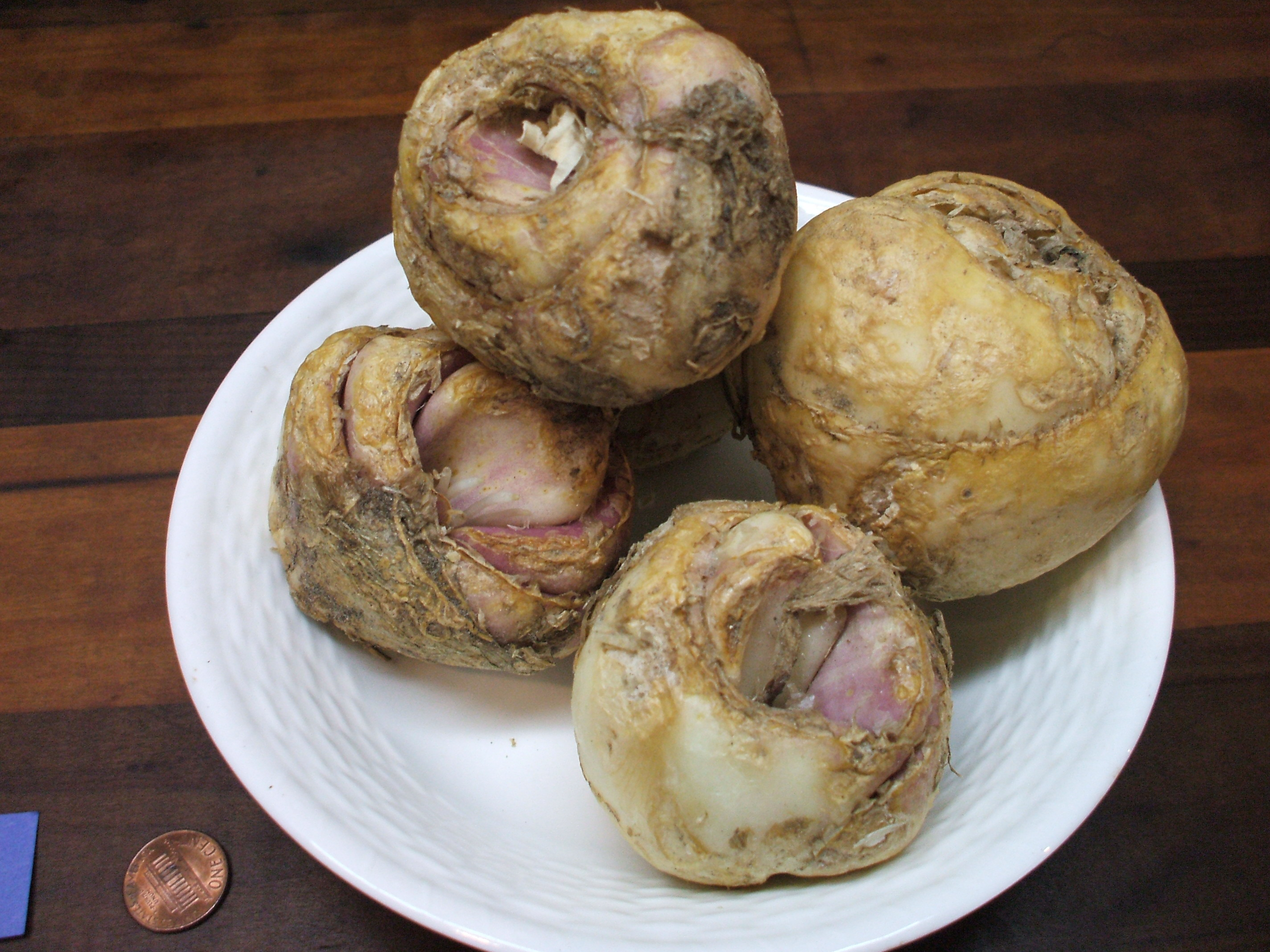
Cibule řebčíku královského
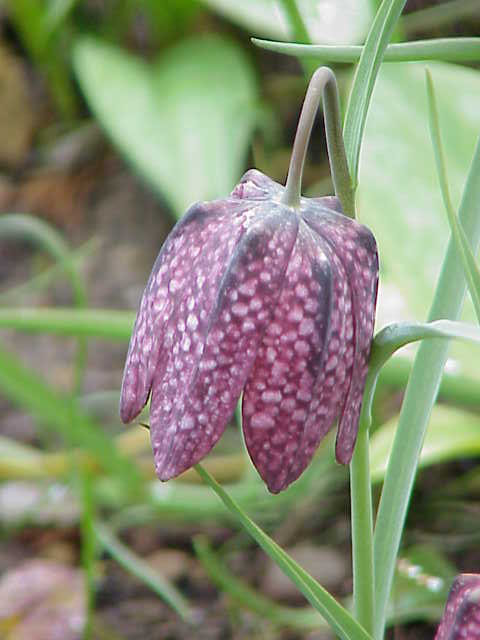
Řebčík kostkovaný
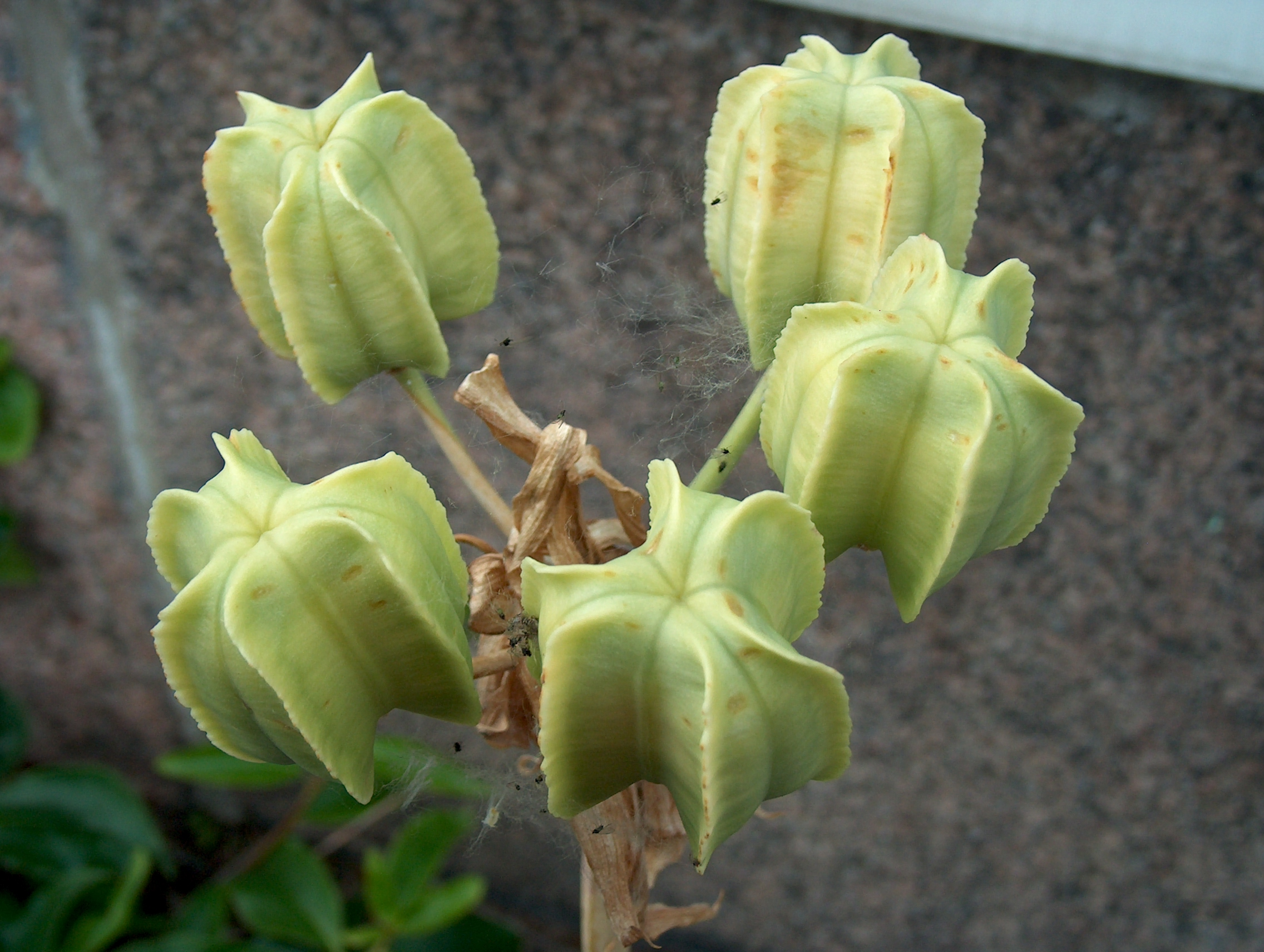
Plody řebčíku královského 'Lutea')

## Zástupci
- řebčík bledý (Fritillaria pallidiflora), syn. řebčík bledokvětý
- řebčík horský (Fritillaria montana)
- řebčík kamčatský (Fritillaria camtschatcensis)
- řebčík kostkovaný (Fritillaria meleagris)
- řebčík královský (Fritillaria imperialis)
- řebčík maloruský (Fritillaria ruthenica)
- řebčík Maximovičův (Fritillaria maximowiczii)
- řebčík Michajlovského (Fritillaria michailovskyi)
- řebčík ostrokvětý (Fritillaria acmopetala)
- řebčík perský (Fritillaria persica)
- řebčík pontický (Fritillaria pontica)
- řebčík sicilský (Fritillaria messanensis)
- řebčík širokolistý (Fritillaria latifolia)
- řebčík Thunbergův (Fritillaria thunbergii)
- řebčík usurijský (Fritillaria ussuriensis)[1][2]

## Využití ve výzkumu
Řebčík je poměrně často využíván ve výzkumu dědičného materiálu, neboť má extrémně velké chromozomy. U druhu Fritillaria uva-vulpis dosahuje jedna sada jeho genetické informace velikosti 12,5×105 párů bází.